# 中國自動化控制系統總公司
中國自動化控制系統總公司，是中國機械工業集團有限公司旗下公司，是在1981年成立，主要業務从事国内外工程总承包和工程项目管理、进出口贸易、设备招标、產品及開發业务。
2005年，中國機械工業集團有限公司收購该集團。